# Cotillón

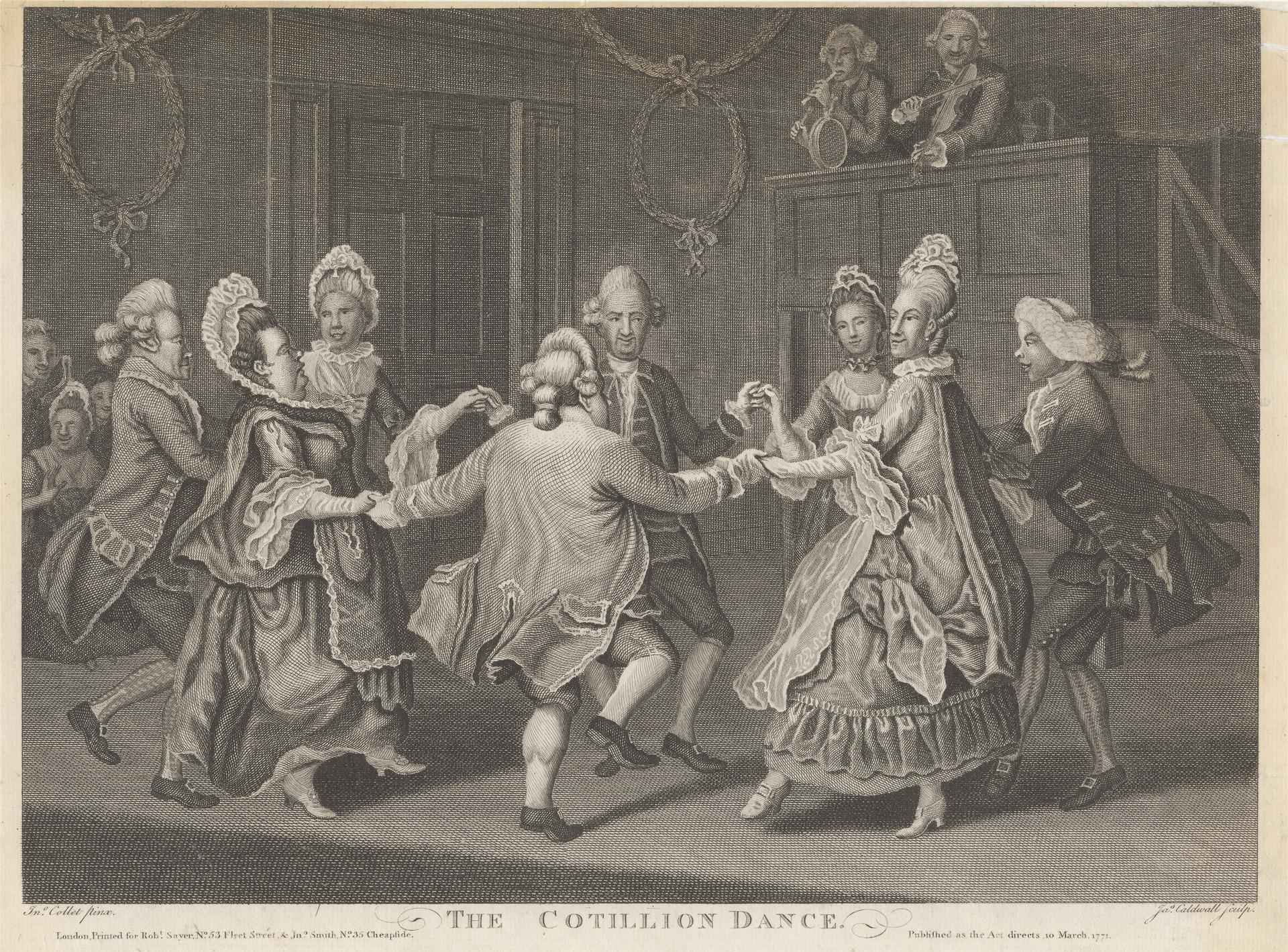
The Cotillion Dance "La danza del Cotillón", por James Caldwall (1771)

El cotillón (galicismo de cotillon) es un tipo de baile proveniente de Francia inventado alrededor de 1700 para ser bailado por parejas de a cuatro formando una especie de cuadrado.
El cotillón fue una de las muchas contradanzas donde los participantes (especialmente aquellos provenientes de la realeza) se juntaban para presentarse socialmente así como para coquetear con los otros bailarines mediante el intercambio de parejas que se lleva a cabo en este tipo de baile. Durante el 1800 el cotillón evolucionó incluyendo más parejas a lo que se sumaron más complejas formaciones de baile siendo así un antecesor de la cuadrilla. El square dance norteamericano es también un descendiente directo del cotillón.

## Como baile moderno
En los Estados Unidos, el cotillón terminó convirtiéndose en una especie de entrenamiento donde tanto adultos como niños aprenden modales así como unas reglas de comportamiento social, todo ello en un contexto de baile formal. Los participantes llevan generalmente un atavío de tipo formal, llegando inclusive a utilizar guantes blancos en algunas ocasiones.
El cotillón de hoy en día aún conserva las formas de agrupar a sus integrantes en forma   de parejas (a veces denominadas grupos) logrando de esta forma romper la inhibición inicial que puede llegar a presentarse. Algunos de los diversos tipos de baile incluidos en la enseñanza del cotillón son el vals, el foxtrot, el tango, el swing, el cha-cha-cha, así como muchos otros tipos de baile de salón. Los grupos son generalmente formados según las dotes que van presentado los distintos bailadores tras un par de clases de práctica. Llegado el momento de la ceremonia o fiesta, los estudiantes se sientan juntos en la parte frontal, mientras que el resto de los miembros de las familias se sienta en la parte trasera. Un maestro de ceremonias guía la velada y, si el presupuesto lo permite, se incluyen un servicio de merienda y una orquesta al ritual. Normalmente tras cada baile, alguna de las parejas participantes que más destaque por sus habilidades en la danza tendrá la suerte de ser reconocida por este mismo motivo con un sencillo pero emotivo premio...........

## Fiesta y complementos para ella
Actualmente se suele denominar cotillón a las fiestas con música y baile que tienen lugar en fechas festivas como Nochevieja o el día de los Reyes Magos u otros eventos. En estas fiestas se suele entregar a los participantes una bolsa (llamada bolsa de cotillón o, simplemente, cotillón) que contiene artículos de adorno o disfraz, o juguetes como confeti, serpentinas, matasuegras, etc.
Cabe señalar que en este caso especial el término "cotillón" no proviene del francés cotillon, sino del aumentativo de cotilla, que a su vez proviene del término cota, que hace referencia a una protección o armadura que usaban los caballeros medievales, o también a la vestidura de los reyes de armas en las funciones públicas, y que luego se ampliaría a cualquier tipo de adorno o elemento decorativo colocado sobre una persona.